# Kerry Washington
Kerry Marisa Washington (Bronx, New York, 1977. január 31. –) Primetime Emmy-díjas amerikai színésznő, rendező és producer.
Világhírnévre a 2012 és 2018 között futó Botrány című televíziós drámasorozattal tett szert. Olivia Pope megformálásáért két Primetime Emmy-díjra és egy Golden Globe-ra jelölték. A Bizonyosság (2016) című HBO tévéfilmmel szintén egy-egy Primetime Emmy- és Golden Globe-jelölést kapott. A 2020-as Little Fires Everywhere című Hulu-minisorozat újabb Primetime Emmy-jelöléseket hozott számára.
Fontosabb szereplései voltak a Ray (2004), Az utolsó skót király (2006) és a Django elszabadul (2012) című filmekben. A Fantasztikus Négyes (2005), valamint a A Fantasztikus Négyes és az Ezüst Utazó (2007) című szuperhősfilmekben Alicia Masters képregényszereplőt keltette életre a filmvásznon. Washington olyan független filmekben is játszott, mint A halott lány (2006) és A fiunkat keresve (2019).

## Élete
Washington a New York-i Bronxban született, Valerie professzor és oktatási tanácsadó, valamint Earl Washington ingatlanközvetítő lányaként.

## Filmográfia
| Év   | Magyar cím                              | Eredeti cím                               | Szerep                    | Magyar hang         |
| ---- | --------------------------------------- | ----------------------------------------- | ------------------------- | ------------------- |
| 2000 |                                         | Our Song                                  | Lanisha Brown             |                     |
| 2001 | A szívem érted RAPes                    | Save the Last Dance                       | Chenille                  | Törtei Tünde        |
| 2002 | Rossz társaság                          | Bad Company                               | Julie                     | Gubás Gabi          |
| 2003 | Bűn                                     | Sin                                       | Kassie                    | Majsai-Nyilas Tünde |
| 2003 | Szégyenfolt                             | The Human Stain                           | Ellie                     |                     |
| 2003 | A fiatalkorú                            | The United States of Leland               | Ayesha                    |                     |
| 2004 | Utál a csaj                             | She Hate Me                               | Fatima Goodrich           | Bognár Gyöngyvér    |
| 2004 | Ray                                     | Ray                                       | Della Bea Robinson        | Németh Borbála      |
| 2004 | Sarokba szorítva                        | Against the Ropes                         | Renee                     | Kocsis Mariann      |
| 2005 | Érzékiség                               | Sexual Life                               | Rosalie                   |                     |
| 2005 | Fantasztikus Négyes                     | Fantastic Four                            | Alicia Masters            | Timkó Eszter        |
| 2005 | Mr. és Mrs. Smith                       | Mr. & Mrs. Smith                          | Jasmine                   | Bognár Gyöngyvér    |
| 2006 | Az utolsó skót király                   | The Last King of Scotland                 | Kay Amin                  | Vadász Bea          |
| 2006 | Kiscsávó                                | Little Man                                | Vanessa Edwards           | Németh Borbála      |
| 2006 | A halott lány                           | The Dead Girl                             | Rosetta                   | Böhm Anita          |
| 2007 | A nőmre hajtok                          | I Think I Love My Wife                    | Nikki Tru                 | Haumann Petra       |
| 2007 | Mélytengeri kalandorok                  | 30,000 Leagues Under the Sea              | Marissa Brau tiszti orvos |                     |
| 2007 | A Fantasztikus Négyes és az Ezüst Utazó | Fantastic Four: Rise of the Silver Surfer | Alicia Masters            | Timkó Eszter        |
| 2008 | Kínzó közelség                          | Lakeview Terrace                          | Lisa Mattson              | Tompos Kátya        |
| 2008 |                                         | Miracle at St. Anna                       | Zana Wilder               |                     |
| 2009 |                                         | Life Is Hot in Cracktown                  | Marybeth / Mickey         |                     |
| 2009 |                                         | Mother and Child                          | Lucy                      |                     |
| 2010 |                                         | For Colored Girls                         | Kelly Watkins / Blue      |                     |
| 2010 |                                         | Night Catches Us                          | Patricia Wilson           |                     |
| 2011 | Apró részletek                          | The Details                               | Rebecca Mazzoni           |                     |
| 2012 | Ezer szó                                | A Thousand Words                          | Caroline McCall           | Pikali Gerda        |
| 2012 | Django elszabadul                       | Django Unchained                          | Broomhilda von Schaft     | Bánfalvi Eszter     |
| 2013 | Mi, a söpredék                          | Peeples                                   | Grace Peeples             | Bogdányi Titanilla  |
| 2017 | Verdák 3.                               | Cars 3                                    | Adati Nati (hangja)       | Peller Anna         |
| 2019 | A fiunkat keresve                       | American Son                              | Kendra Ellis-Connor       |                     |
| 2020 | The Prom – A végzős bál                 | The Prom                                  | Mrs. Greene               | Peller Mariann      |
| 2022 | Jók és Rosszak Iskolája                 | The School for Good and Evil              | Clarissa Dovey professzor | Zakariás Éva        |
| 2024 | A 6888. zászlóalj                       | The Six Triple Eight                      | Charity Adams             | Pikali Gerda        |
| 2025 | Árnyékosztag                            | Shadow Force                              | Kyrah Owens               | Németh Borbála      |

### Televízió
| Év        | Magyar cím                           | Eredeti cím                                  | Szerep                    | Megjegyzések                                                  |
| --------- | ------------------------------------ | -------------------------------------------- | ------------------------- | ------------------------------------------------------------- |
| 1994      |                                      | ABC Afterschool Special                      | Heather                   | 1 epizód                                                      |
| 1996      |                                      | Standard Deviants                            | Kerry                     | PBS oktatósorozat                                             |
| 2001      | New York rendőrei                    | NYPD Blue                                    | Maya Young                | 1 epizód                                                      |
| 2001      |                                      | Deadline                                     | Tina Johnson              | 1 epizód                                                      |
| 2001      | Esküdt ellenségek                    | Law & Order                                  | Allie Lawrence            | 1 epizód                                                      |
| 2001      |                                      | 100 Centre Street                            | Trina                     | 5 epizód                                                      |
| 2002      | Őrangyal                             | The Guardian                                 | Drea Westbrook            | 1 epizód                                                      |
| 2004      |                                      | Wonderfalls                                  | Mahandra McGinty          | próbaepizód nem került adásba                                 |
| 2004      | Vallatás                             | Strip Search                                 | Mae                       | tévéfilm                                                      |
| 2005–2006 | Boston Legal – Jogi játszmák         | Boston Legal                                 | Chelina Hall              | 5 epizód                                                      |
| 2008      | Psych – Dilis detektívek             | Psych                                        | Mira Gaffney              | 1 epizód                                                      |
| 2009–2013 | A kifutó                             | Project Runway                               | önmaga (vendég zsűritag)  | 3 epizód                                                      |
| 2010      |                                      | Black Panther                                | Shuri hercegnő (hangja)   | főszereplő (5 epizód)                                         |
| 2012–2018 | Botrány                              | Scandal                                      | Olivia Pope               | - főszereplő (124 epizód) - producer és rendező (1 epizód)    |
| 2013      |                                      | Jimmy Kimmel Live!                           | Keisha                    | 1 epizód                                                      |
| 2013      | Saturday Night Live                  | Saturday Night Live                          | önmaga (házigazda)        | 1 epizód (Kerry Washington/Eminem)                            |
| 2015      |                                      | Saturday Night Live 40th Anniversary Special | Dr. Julianne Richards     | különkiadás                                                   |
| 2016      | Bizonyosság                          | Confirmation                                 | Anita Hill                | - tévéfilm - vezető producer - magyar hangja: - Hámori Eszter |
| 2018      | Hogyan ússzunk meg egy gyilkosságot? | How to Get Away with Murder                  | Olivia Pope               | 2 epizód                                                      |
| 2019      |                                      | Live in Front of a Studio Audience           | Helen Willis              | 2 epizód vezető producer                                      |
| 2019      |                                      | SMILF                                        | nem szerepel              | rendező (1 epizód)                                            |
| 2020      | Kis tüzek                            | Little Fires Everywhere                      | Mia Warren                | főszereplő (8 epizód) vezető producer                         |
| 2020      | Bizonytalan                          | Insecure                                     | nem szerepel              | rendező (1 epizód)                                            |
| 2022–     | A Simpson család                     | The Simpsons                                 | Rayshelle Peyton (hangja) | 7 epizód                                                      |
| 2023–2024 | Belakoltatva                         | Unprisoned                                   | Paige Alexander           | főszereplő (16 epizód) vezető producer                        |